# حصه
حصه (به ترکی استانبولی: Hassa) شهری است در کشور ترکیه که در استان ختای واقع شده‌است. جمعیت این شهر بر اساس سرشماری سال ۲۰۰۸ میلادی ۹٬۳۰۱ نفر و بر اساس برآوردهای سال ۲۰۰۹ میلادی ۹٬۴۸۵ نفر می‌باشد.کردها  اکثر ساکنین این  شهر  هستند.